# اتحاد تاج و آتشگاه

تفاوت سیستم حکومتی تئوکراسی و مدل حکومتی اتحاد تخت و آتشگاه

اتحاد تاج و آتشگاه (Etehad-Taj va atashgah) اصطلاحی است که برای شکل‌گیری اولین حکومت مذهبی جهان در نظام شاهنشاهی ساسانی که دارای ایدئولوژی دینی بوده به کار گرفته می‌شود. مدل اتحاد تاج و آتشگاه با مدل حکومتی تئوکراسی به معنی جاری شدن اراده خداوند در حکومت متفاوت است. در حکومتهای پیش از امپراتوری ساسانی در ایران دین رسمی وجود نداشت.هم در دوران هخامنشی هم مادها و اشکانیان فاقد دین رسمی بودند و کشورهای تحت امر این حکومت‌ها از آزادی کامل مذهبی برخوردار بودند اما برای اولین بار شاهنشاهی ساسانی متوجه قدرت فراوانی می‌شود که می‌تواند با به‌کارگیری عنصر مذهب در حوزه سیاست به وجود آورد. دکتر آرمان زرگران در تببین این نوع از حکومت در صفحه ۲۸ کتاب مقدمه‌ای بر پزشکی دوران ساسانیان می‌گوید:
اردشیر بابکان با به قدرت رسیدن و تسلط بر سرزمین‌های ایران، مدل فرمانروایی اشکانیان را به‌طور کامل تغییر داد و حکومت مرکزی مقتدری را بر شکل ملوک الطوایفی پیشین ترجیح داد. در دوره ساسانی حکومتی منظم و مقتدر به وجود آمد که بر چهار گوشه مملکت اشراف کامل داشت. دومین خصیصه حکومت ساسانی نگاه مذهبی آن بود. حکومت ساسانی حکومتی با نگاه زرتشتی است که دین و قدرت حاکمه در آن در هم تنیده شده بودند این وضعیت را اتحاد تاج و آتشگاه می‌نامند.

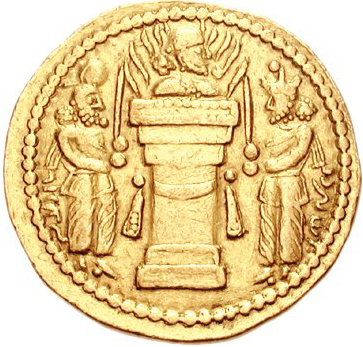
اتحاد تاج و آتشگاه که دریک طرف موبد موبدان تنسر قرار دارد و در طرف دیگر اردشیر بابکان دیده می‌شود.

## نحوه شکل‌گیری
اردشیر یکم ساسانی یا اردشیر بابکان که بنیان‌گذار شاهنشاهی ساسانی بود پس از شکست آخرین شاهنشاه اشکانی، اردوان پنجم در سال ۲۲۴ میلادی در نبرد هرمزدگان شاهنشاهی اشکانی را برانداخت. او پسر یک موبد زرتشتی بود و یک معلم معنوی پر قدرت به نام تنسر که او نیز موبد پرقدرتی بود در بخش بزرگی از زندگی او حضور داشت. او متوجه شد که اگر بتواند بین تاج پادشاهی و نیروی مذهبی که موبدان زرتشتی در مؤمنان خود ایجاد می‌کنند اتحادی به وجود آورد،‌ قدرتی را خلق کرده که تا پیش از این دیده نشده‌است. به عبارت دیگر شاهنشاهی اشکانی توسط قدرت مذهبی موبدان که تصمیم گرفته بودند که قدرت سیاسی را هم با خود همراه سازند برچیده شد. اردشیر یک نظام ایدئولوژیک پر قدرت در شاهنشاهی ساسانی به وجود می‌آورد و حتی به ضرب سکه‌هایی که این اتحاد را نشان دهد می‌پردازد. در سکه‌ای که به نام اردشیر بابکان ضرب شده یک طرف تصویر اوست و طرف دیگر نمادی است که از سه عنصر تشکیل شده‌است. در مرکز سکه اورمزد قرار دارد و دو طرف «ستون مقدس» در سمت راست شاهنشاه یا همان اردشیر پاپکان و در سمت چپ یک موبد که احتمالاً تنسر باشد قرار دارد.
ایمان خسروی در مطالعه سنگ نگاشته‌های ساسانی در ذیل مبحث "آغاز اتحاد دین و دولت با حمایت تنسر می‌نویسد:
"نخستین بار دستگاه روحانیت در بازهٔ فرمانروایی بهرام اول تا پادشاهی نرسه بود که در صدر طبقات اجتماعی قرار گرفت؛ طوریکه دین رسمی زرتشتی نیز به دین دولتی تبدیل شد، بدین معنی که اردشیر و شاپور اول، حاکمیت توأمان دین و دولت را خود در دست داشتند.
البته سرور خراشادی نیز مفصلاً به موضوع صدرنشینی روحانیت در دوران ساسانی می‌پردازد. او در اینباره می‌گوید:
صدرنشینی تشکیلات روحانی در جامعه ساسانی، فرایندی مقطعی و تبدیل آن به دستگاه دینی-دولتی، فرایندی تدریجی بود که به تاسی از سیاستهای وقت، قوت و رخوت می‌گرفت. آنچه ب نمایه این جستار شد، تناقض فاحش میان روایات تاریخی با شواهد باستان‌شناختی مبنی بر تقدم طبقه روحانیان در ابتدای کار ساسانیان است
البته برخی از محققان مانند عبدالحسین زرین‌کوب این اتحاد و به وجود آمدن حکومت ایدئولوژیک را که اولین اتحاد دیانت و سیاست بود را به نقد می‌کشند. برخی نیز قیام مزدکیان در دوران ساسانی را تلاش مخالفان برای درهم شکستن ایدئولوژیک اتحاد تاج و آتشگاه می‌دانند.

## گسترش به دیگر کشورها

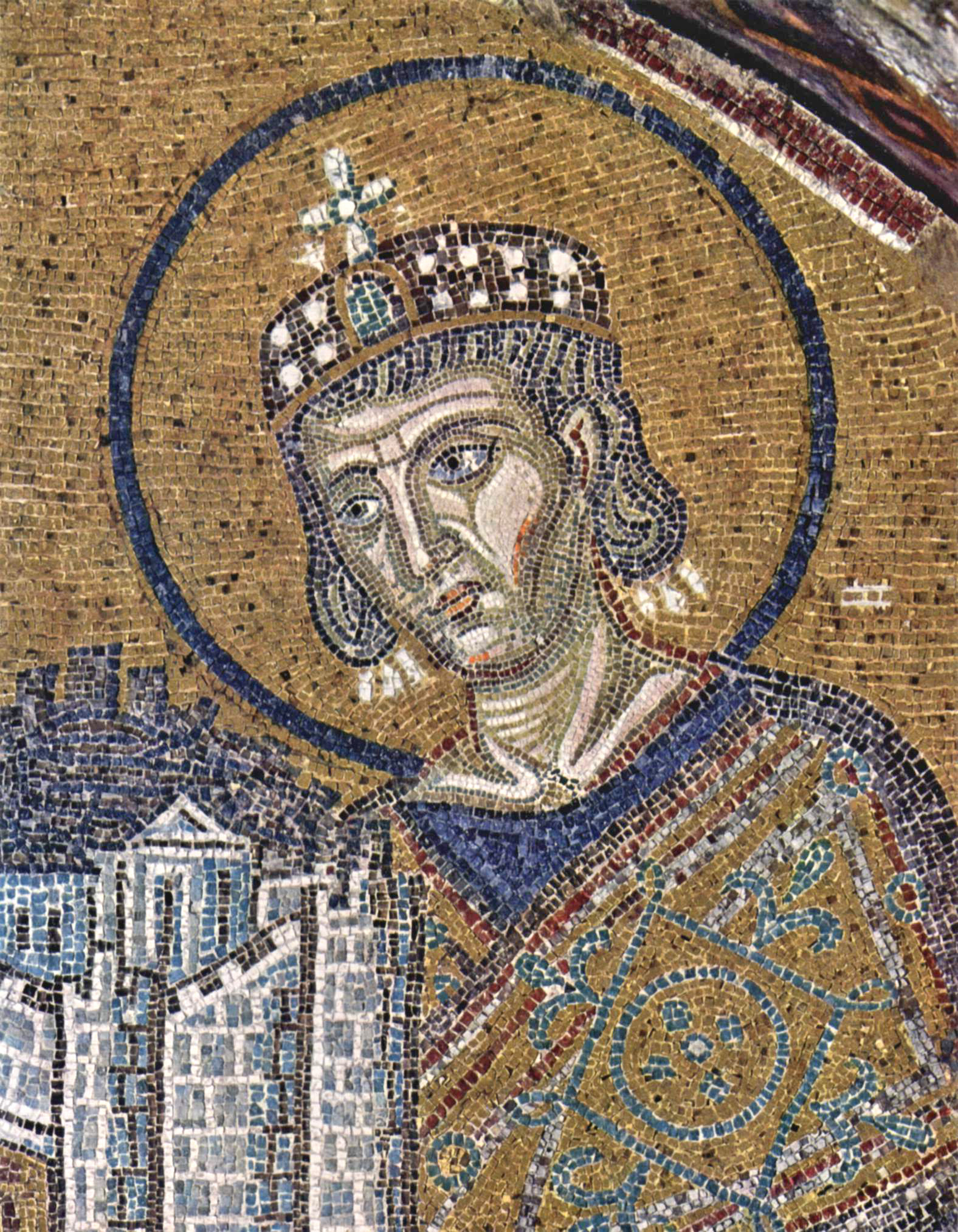
کنستانتین اول، نخستین اتحاد سیاست و حکومت در مسیحیت

امپراتوری روم نیز با تأخیری یکصدساله با این نیروی نوظهور آشنا می‌شود. کنستانتین یکم (متولد در سال ۲۷۲ میلادی و مرگ در ۲۶ ژوئن ۳۳۷ میلادی) امپراتور روم شرقی یا بیزانس این نظام ایدئولوژی مذهبی را به تبعیت از ساسانیان در سرزمین تحت سیطره خود بازتولید کرد. او در سال ۳۱۲ به امپراتوری روم رسید و در مدت کوتاهی، مسیحیت به عنوان مذهب رسمی امپراتوری روم، جایگاه خود را تثبیت کرد. کنستانتین در سال ۳۲۵ همانگونه که ساسانیان اقدام به جمع‌آوری و تدوین یک کتاب مذهبی برای بنا کردن نظام ایدئولوژیک خود گرفته بودند، اقدام به جمع‌آوری و یکنواخت سازی در روایت‌های مسیحت و زندگی مسیح گرفت و اناجیل چهارگانه را به وجود آورد، او برای این کار شورایی را در شهر نیقیه دایر کرد که به شورای اول نیقیه مشهور است و در آن نزدیک ۳۰۰ اسقف شرکت کردند. طی این شورا بررسی جامعی بر روی کتاب مقدس (عهد عتیق و عهد جدید) انجام گرفت. تلاش‌های تحقیقاتی این شورا در نهایت منجر به استخراج مفاهیم پایه‌ای «ایمان مسیحی» گردید.